# Wishbone Records
Wishbone Records war ein Independent-Label mit Sitz in Bochum. Benannt wurde es nach der britischen Band Wishbone Ash.

## Geschichte
Wishbone Records wurde 1982 von Ferdinand Köther gegründet. Der ausgebildete Diplom-Ingenieur nutzte seine Musik- und Branchenkenntnis und seine Kontakte, um im Zeitalter der Independent-Musik zunächst einen eigenen Vertrieb, später auch eigenes Label ins Leben zu rufen. Seine Erfahrung als Import-Manager des zeitweise größten deutschen Schallplattengroßhändlers Rimpo und danach als Produktmanager des Polygram Import Service (später IMS – International Music Service) waren die Grundlage für den Aufstieg zu einem bedeutenden deutschen Musikvertrieb in den 1980er Jahren. Unter anderem gehörten die Produkte der amerikanischen Gruppe The Residents zeitweise zum Produktkatalog.
Der Schwerpunkt des Vertriebsprogramms verlagerte sich bald auf den sich schnell ausbreitenden Heavy-Metal-Boom und teilweise exklusive Zusammenarbeit mit Heavy-Metal-Labels wie Neat Records oder Ebony Records. Unter anderem wurden auch die ersten Werke von Metallica in großem Maße von Wishbone Records verbreitet. Die zunehmende Bekanntheit führte dazu, dass immer mehr Gruppen ihre Demotapes unaufgefordert einschickten. Der erfolgreiche Vertrieb veranlasste Köther dazu, sein eigenes Schallplattenlabel gleichen Namens zu gründen. Die erste Veröffentlichung war eine Lizenzausgabe des selbstbetitelten Debütalbums der US-amerikanischen Heavy-Metal-Band Tsunami. Bald darauf wurden lokale und regionale Bands unter Vertrag genommen, darunter Darxon aus Bochum und Avenger aus Herne, welche sich nach einem Album sowie einer EP und diversen Umbesetzungen in Rage umbenannten.
Die Veröffentlichungen und Produktionen beschränkten sich nicht nur auf Heavy Metal, auch Ausflüge in Punk- und „Indie“-Gefilde wurden unternommen. So erschienen bei Wishbone Records auch eine EP der Punk-Band Der Riß (u. a. Mitglieder von Avenger) sowie Veröffentlichungen der Electro-Bands No More, The Residents und One Hundred Names. Das anfängliche Ein-Mann-Unternehmen beschäftigte zwischenzeitlich drei bis vier Angestellte.
Der nötige Erfolg, um die hohen Produktionskosten, einschließlich einiger selbstveranstalteter Konzerte, zu realisieren, blieb trotz guter Kritiken in der Fan- und Musikpresse aus. Rage als Nachfolger von Avenger wurde später weltberühmt. Deren Frontmann Peter „Peavy“ Wagner bezeichnete später die Vertragsunterzeichnung bei Wishbone Records aufgrund des eingeschränkten Vertriebs als einen von zwei Fehlern in der Karriere seiner Band. Die erste LP „Prayers of Steel“ von Avenger gilt heute in Fachkreisen als ein Meilenstein des frühen deutschen Heavy Metal. Trotz bescheidener Soundqualität und geringen kommerziellen Erfolges legte sie den Grundstein für die Karriere von Peter „Peavey“ Wagner. Die Düsseldorfer Band Stormwind konnte trotz großen Potentials nie die in sie gesetzten Hoffnungen erfüllen. Das als weiteres Standbein gegründete Label Backbone Records für Wiederveröffentlichungen (u. a. Wipers) war zwar erfolgreich, aber kurzlebig und kam zu spät. Finanzprobleme und erstarkende Konkurrenz, auch ursprünglicher Partner wie beispielsweise Rough Trade, besiegelten 1990 das Ende von Wishbone Records.

## Veröffentlichungen
- Avenger: Prayers of Steel (LP, 1984)
- Avenger: Depraved to Black (12″ EP, 1985)
- Darxon: Killed in Action (LP, 1984)
- Darxon: Tokyo (12″ EP, 1985)
- Darxon: Holding On (7″, 1985)
- Europe-X-Port: Future Sound Spettacolo (12″ EP, 1985)
- Greifenhagen: Only for the Night (LP, 1986)
- His Masters Voice: The Seeds of Sorrow (CD, 1989)
- Der Riß: They All Do... Image (12″ EP, 1985)
- Mainstreet: Black Dream (12″ EP, 1988)
- Marcie’s Still Waiting: A Mysterious Song (12″ EP, 1985, in Zusammenarbeit mit Mollycat Records)
- Metal Sword: Harder Than Steel (12″ Mini-LP, 1985)
- Mephisto: Mephisto (LP, 1988)
- No More: Laughter in the Wings (12″ Mini-LP, 1984)
- No More: Suicide Commando (12″ EP, 1985)
- Stormwind: Taken by Storm (LP, 1984)
- Stormwind: Warbringer (12″ EP, 1985)
- The Residents: Diskomo (12″ EP, 1985)
- The Slam: Wanna Smell You (LP, 1988)
- The Slam: Killing Time (3″ CD-Single, 1988)
- Tsunami: Tsunami (LP, 1984)

Backbone Records
- Dust: Dust (lizenziert von Kama Sutra Records)
- Metal for Muthas (Kompilation, lizenziert von EMI)
- Wipers: Youth of America (lizenziert von Trap Records/Greg Sage)